# Nguyễn Văn Long (Sĩ quan)
Nguyễn Văn Long (sinh năm 1974) là một tướng lĩnh Công an nhân dân Việt Nam, cấp bậc Thượng tướng. Ông hiện là Ủy viên Thường vụ Đảng ủy Công an Trung ương, Thứ trưởng Bộ Công an Việt Nam,

## Xuất thân và giáo dục
Thiếu tướng Nguyễn Văn Long sinh năm 1974, quê ở xã Tân Mỹ, huyện Yên Dũng, tỉnh Bắc Giang. 
Ông tốt nghiệp Đại học hệ chính quy, chuyên ngành cảnh sát kinh tế khóa D19, Học viện Cảnh sát nhân dân. 

## Thân thế, sự nghiệp
Quá trình công tác ông từng giữ các chức vụ: Phó Trưởng phòng thuộc Cục Tham mưu Cảnh sát, Trưởng phòng thuộc Cục Cảnh sát phòng, chống tội phạm về môi trường, thuộc Tổng cục Cảnh sát. 
Tháng 5 năm 2014, ông được bổ nhiệm chức vụ Phó Giám đốc Công an tỉnh Bắc Ninh.
Tháng 11 năm 2018, ông được bổ nhiệm làm Giám đốc Công an tỉnh Bắc Ninh .
Tháng 9 năm 2019, ông đảm nhận chức vụ Cục trưởng Cục Cảnh sát điều tra tội phạm về tham nhũng, kinh tế, buôn lậu.

### Thứ trưởng Bộ Công an
Tháng 1 năm 2022, Thủ tướng Chính phủ Phạm Minh Chính bổ nhiệm ông Nguyễn Văn Long giữ chức Thứ trưởng Bộ Công an.
Ngày 17 tháng 1 năm 2022, Bộ Công an tổ chức lễ công bố và trao quyết định của Thủ tướng về việc bổ nhiệm chức vụ thứ trưởng Bộ Công an đối với thiếu tướng Nguyễn Văn Long, cục trưởng Cục Cảnh sát điều tra tội phạm về tham nhũng, kinh tế, buôn lậu (C03).Thừa ủy quyền của Thủ tướng, Bộ trưởng Tô Lâm đã trao quyết định bổ nhiệm chức vụ thứ trưởng Bộ Công an đối với thiếu tướng Nguyễn Văn Long.
Ngày 15 tháng 12 năm 2023, tại Hà Nội, Đảng ủy Công an Trung ương, Bộ Công an tổ chức Lễ công bố và trao Quyết định của Chủ tịch nước về thăng cấp bậc hàm cấp Tướng trong Công an nhân dân.Tại buổi lễ, thừa ủy quyền của Chủ tịch nước, Bộ trưởng Tô Lâm trao Quyết định thăng cấp bậc hàm lên Trung tướng đối với Thiếu tướng Lê Văn Tuyến - Ủy viên Ban Thường vụ Đảng ủy Công an Trung ương, Thứ trưởng Bộ Công an và Thiếu tướng Nguyễn Văn Long - Ủy viên Ban Thường vụ Đảng ủy Công an Trung ương, Thứ trưởng Bộ Công an.
Ngày 14 tháng 6 năm 2025, Chủ tịch nước Lương Cường, Chủ tịch Hội đồng Quốc phòng và An ninh, Thống lĩnh các lực lượng vũ trang sáng nay trao quyết định thăng cấp bậc hàm Thượng tướng đối với Thứ trưởng Bộ Công an Nguyễn Văn Long.

## Lịch sử thụ phong quân hàm
| Năm thụ phong | 2021        | 2023        | 2025         |
| ------------- | ----------- | ----------- | ------------ |
| Quân hàm      |             |             |              |
| Cấp bậc       | Thiếu tướng | Trung tướng | Thượng tướng |